# Amy Toungara
Amy Toungara, née en 1947, en Côte d’Ivoire, est une femme politique ivoirienne.
Députée de la commune de Treichville  depuis 2011, elle est l’épouse de Adama Toungara, l’ex-ministre de l’Energie et du Pétrole de Côte d’Ivoire.

## Biographie
Amy Toungara fait partie des femmes politiques les plus influentes de Côte d’Ivoire. Ex-salariée de la défunte compagnie Air Ivoire, et bien connue des militants et des cadres du Rassemblement des Républicains(RDR), elle fait partie du cercle restreint des proches de Dominique Ouattara. Ayant été de tous les combats dans le sillage de son époux Adama Toungara, cadre historique du parti(RDR), elle remporte en 2011, après l’ascension au pouvoir d’Alassane Ouattara, le poste de député dans la circonscription  de Treichville, une commune du Sud d’Abidjan. Elle est réélue lors des législatives de 2016, et est pressentie pour la Vice-présidence de l’Assemblée nationale de Côte d’Ivoire en 2017 pour le compte du RDR. Mais elle n’a pas été retenue.
Lors des élections législatives de Mars 2021, Amy Toungara remporte la victoire à Treichville pour le compte du Rassemblement des Houphouetistes pour la Démocratie et la Paix(RHDP).